# Хакаська автономна область
Хакаська автономна область (рос. Хакасская автономная область) — адміністративно-територіальна одиниця (автономна область) РРФСР, що існувала 20 жовтня 1930 — 3 липня 1991 року. В 1934—1990 роках Хакаська АО входила до складу Красноярського краю.

## Адміністративний поділ
Адміністративний центр — село Усть-Абаканське, 30 квітня 1931 року перетворено на місто Абакан. Напередодні створення ХАО чисельність населення становила 112,2 тис. осіб., Частка хакасів — 53 %.
- Аскизький район. Центр — село Аскиз. Утворено в 1924.
- Таштипський район. Центр — Таштип (в 1965—1968 рр. — Абаза). Утворено в 1924. Скасовано в 1963. Знову утворено в 1965.
- Боградський район. Центр — село Боград. Утворений в 1925.
- Усть-Абаканський район. Центр — село Усть-Абакан. Утворено в 1930.
- Ширинський район. Центр — селище Шира. Утворено в 1930.
- Саралінський район. Центр — селище Гідростанція (в 1938 перейменовано на Орджонікідзевське). Утворено в 1935. В 1955 район перейменований на
  - Орджонікідзевський район. Центр — село Орджонікідзевське (з 1959 центр в Копьєво).
- Бейський район. Центр — село Бея. Утворено в 1924 як частина Мінусинського повіту Єнісейської губернії. В 1935 передано до складу Хакасії.
- Шариповський район. Центр — село Шарипово. Утворено в 1940. В 1947 передано безпосередньо до складу Красноярського краю.
- Алтайський район. Центр — село Білий Яр. Утворено у січні 1944 року.

## Історія
20 жовтня 1930 року Президія ВЦВК ухвалила рішення про перетворення Хакаського округу на автономну область в існуючих межах, що входить до складу Західносибірського краю.
Наприкінці 1934 року через розукрупнення Західносибірського краю Хакаська автономна область увійшла до складу Красноярського краю.
15 грудня 1990 року вихід Хакасії зі складу Красноярського краю був узаконений Другим з'їздом народних депутатів РРФСР, який вніс зміни до Конституції РРФСР, за якими автономні області виводилися з складів країв, куди входили.
3 липня 1991 року Верховна Рада Російської РФСР внесла в російську конституцію поправку, яка перетворила Хакаська автономну область в Хакаська Радянську Соціалістичну Республіку у складі РРФСР. Ця поправка була внесена на розгляд З'їзду народних депутатів РРФСР.
29 січня 1992 року Верховна Рада Хакаської РСР прийняла закон про перейменування Хакаської РСР на Республіку Хакасія. 21 квітня 1992 року З'їзд народних депутатів Російської Федерації вніс до Конституції РРФСР поправки, якими узаконив перетворення автономної області на республіку та її нове найменування.